# W chłopskiej izbie
W chłopskiej izbie – obraz, którego autorstwo przypisywane jest niderlandzkiemu malarzowi Pieterowi Verelstowi lub artyście z jego pracowni.

## Opis obrazu
Tematyka obrazu wpisuje się w popularny nurt siedemnastowiecznego malarstwa rodzajowego w Niderlandach. Po fascynacji wiejskim folklorem, ilustrowanym chociażby przez Hieronima Boscha czy Pietera Bruegla, nastąpiła moda na sceny z udziałem klasy mieszczańskiej. Popularyzatorami tego rodzaju malarstwa byli m.in. David Teniers (młodszy), Adriaen Brouwer czy Adriaen van Ostade. Styl tego ostatniego naśladował Pieter Verelst.

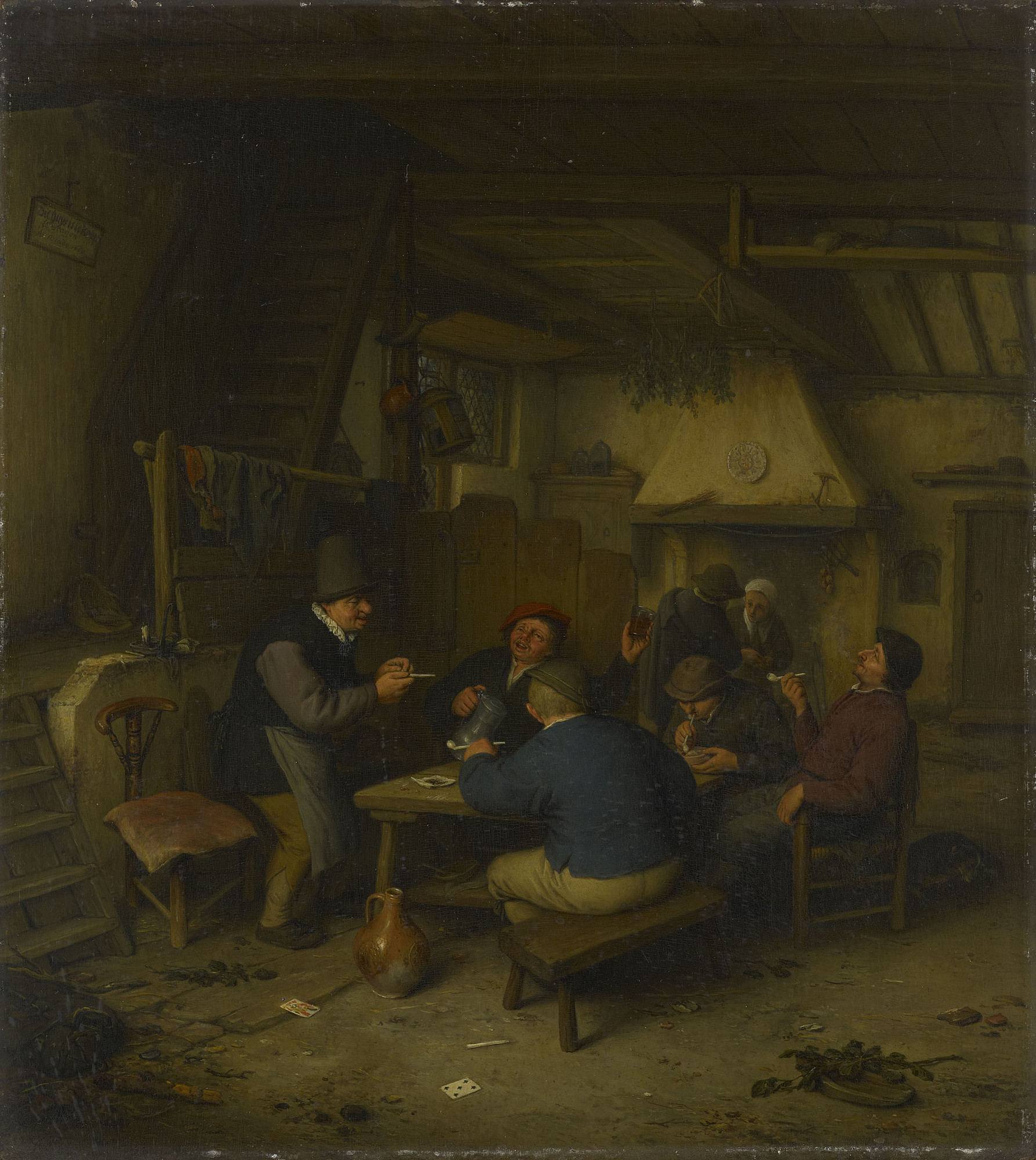
Chłopi w tawernie obraz autorstwa Adriaena van Ostade

Na obrazie ukazana jest izba lub wnętrze karczmy, gdzie w półmroku przy kominku z wysokim okapem, siedzą mężczyźni żywo z sobą dyskutujący; w kącie siedzi kobieta nalewająca piwo. Rozmowom przysłuchują się siedzący tyłem i stojący w drzwiach mężczyźni. Wnętrze izby wypełniają charakterystyczne dla tego typu pomieszczeń elementy: kominek z wiszącym saganem, stół, obudowane łóżko oraz różne porozrzucane przedmioty: beczka, miotła, naczynia.

Bożena Steinborn na temat techniki malarskiej artysty pisze: 

Przestrzenną jedność wnętrza malarz osiągnął nie tylko perspektywą linearną, ale bardziej jeszcze środkami malarskimi: choć całą płaszczyznę obrazową przenika jeden, ugrowy ton, to nasila się on zdecydowanie w dalszych planach i w partiach cofniętych, zacierając nawet obrys kształtów, które natomiast na planie pierwszym nabierają intensywności barwnej, zwłaszcza na czerwonym kubraku wznoszącego kufel czy ciemnoniebieskim odzieniu mężczyzny przy kominku.

Na podstawie analizy porównawczej z innymi pracami Pietera Verelsta, wrocławskie dzieło ma wiele wspólnych cech jednakże zachwiane proporcje postaci oraz słaba jakość rysunku poszczególnych elementów nie pozwala uznać Varelsa za autora tego obrazu. Prawdopodobnie jest to późniejsza praca jego naśladowcy.

## Proweniencja
Obraz znajdował się w zbiorach M. i O. Szarskich we Lwowie. W 1968 roku został zakupiony od K. Szarskiej we Wrocławiu przez Muzeum Narodowe we Wrocławiu (nr inw. VIII-2024).